# 10 ottobre
Il 10 ottobre è il 283º giorno del calendario gregoriano (il 284º negli anni bisestili). Mancano 82 giorni alla fine dell'anno.

## Eventi
- 680 – Battaglia di Kerbala
- 732 – Battaglia di Poitiers: nei pressi di Poitiers, in Francia, il capo dei Franchi, Carlo Martello, e i suoi uomini, sconfiggono per la prima volta in Europa occidentale un'armata di Mori, seppur di dimensioni modeste; il governatore di Cordova, Abd al-Rahman, rimane ucciso in battaglia
- 1471 – Nella battaglia di Brunkeberg Sten Sture il Vecchio, reggente svedese durante l'Unione di Kalmar, respinge l'attacco di Cristiano I di Danimarca
- 1575 – Nella battaglia di Dormans, Enrico di Guisa sconfigge i protestanti; fu soprannominato le Balafrè ("lo Sfregiato") in seguito a una ferita riportata al viso
- 1582 – Questo giorno non esiste nel calendario gregoriano: per riallineare il calendario alle stagioni, i giorni dal 5 al 14 ottobre 1582 furono saltati
- 1631 – Un'armata proveniente dall'Elettorato di Sassonia prende la città di Praga
- 1760 – Il popolo Ndyuka del Suriname ottiene l'autonomia territoriale dal governo olandese in cambio della cessazione delle ostilità
- 1780 – Il Grande uragano del 1780 uccide fra le 20000 e le 30000 persone nei Caraibi
- 1800 – Napoleone Bonaparte scampa a un attentato al Théatre de la République
- 1845 – Ad Annapolis (Maryland), la Scuola navale (in seguito ribattezzata Accademia Navale degli Stati Uniti) apre con 50 studenti e sette professori
- 1846 – L'astronomo inglese William Lassell scopre Tritone, una delle lune di Nettuno
- 1868 – Inizia la guerra dei dieci anni contro il dominio spagnolo a Cuba
- 1875 – Agostino Depretis tiene a Stradella un discorso in cui delinea la sua linea politica
- 1877 – A seguito del recupero del corpo del tenente colonnello George Armstrong Custer, nel luogo in cui l'anno prima era caduto durante la battaglia del Little Big Horn, alla salma viene dato un funerale con pieni onori militari, e viene sepolta nell'Accademia Militare degli Stati Uniti di West Point (New York)
- 1903 – Viene fondata a Manchester la Women's Social and Political Union, un'organizzazione militante per il suffragio alle donne nel Regno Unito
- 1911 – Rivolta di Wuchang, che porterà alla destituzione della dinastia Qing, l'ultima corte imperiale in Cina, e alla formazione della Repubblica Cinese
- 1913 – Il presidente statunitense Woodrow Wilson innesca l'esplosione della Diga Gamboa ponendo fine alla costruzione del Canale di Panama
- 1917 – In Russia, durante la rivoluzione, Lenin rientra in segreto a Pietrogrado e vince le ultime resistenze interne al proprio partito sull'insurrezione
- 1920 – Il Plebiscito della Carinzia determina che la gran parte della Carinzia divenga parte dell'Austria
- 1923 – Avviene il varo del dirigibile ZR-1 USS Shenandoah, in servizio presso la United States Navy
- 1928 – Chiang Kai-shek diventa presidente della Repubblica di Cina
- 1933 – Un Boeing 247 statunitense viene distrutto da un sabotaggio mentre vola da Cleveland a Chicago; è il primo caso provato di sabotaggio nella storia dell'aviazione civile
- 1935
  - La Lega delle Nazioni denuncia pubblicamente l'occupazione italiana dell'Abissinia
  - In Grecia, un colpo di Stato mette fine alla Seconda Repubblica ellenica
- 1938 – Entra in vigore l'accordo di Monaco: la Cecoslovacchia cede il territorio dei Sudeti alla Germania nazista
- 1944 – Olocausto: 800 bambini rom vengono uccisi sistematicamente nel Campo di concentramento di Auschwitz
- 1944 – Viene costituita la Repubblica partigiana di Alba
- 1954 – Scoppia la guerra di Jebel Akhdar, vide contrapposti gli omaniti dell'imamato di Oman, guidati dall'imam Ghalib Alhinai, e il sultanato di Mascate e Oman, guidato da Sa'id bin Taymur
- 1957
  - Il presidente statunitense Dwight D. Eisenhower porge le sue scuse al ministro delle finanze del Ghana, Komla Agbeli Gbedemah, dopo che un ristorante di Dover (Delaware) si rifiutò di servirlo
  - Un incendio nel reattore per la produzione del plutonio di Windscale, a nord di Liverpool, produce il rilascio di materiale radioattivo, che verrà in seguito ritenuto responsabile di 39 casi di morte per cancro
- 1963 – Viene stipulato a Mosca il trattato sulla messa al bando parziale degli esperimenti nucleari
- 1964 – I Giochi della XVIII Olimpiade si aprono ufficialmente a Tokyo
- 1967 – Entra in vigore il Trattato sullo spazio extra-atmosferico
- 1969 – Il gruppo britannico King Crimson pubblica l'album d'esordio In the Court of the Crimson King, considerato il punto d'inizio del rock progressivo
- 1970
  - Le Figi ottengono l'indipendenza dal Regno Unito
  - Una crisi nazionale colpisce il Canada quando il vice-premier del Québec e ministro del lavoro Pierre Laporte, diventa il secondo politico rapito da membri dell'organizzazione terroristica Fronte di Liberazione del Québec (FLQ)
  - Viene trasmessa la prima puntata di Canzonissima 1970 condotta da Raffaella Carrà e Corrado
- 1973 – Il vicepresidente degli Stati Uniti d'America Spiro Agnew si dimette dopo essere stato accusato di evasione fiscale
- 1974 – Nel Regno Unito si tengono le elezioni generali
- 1980 – El Salvador, viene fondato il Fronte Farabundo Martí per la Liberazione Nazionale
- 1981 – In Giappone viene stabilito per decreto l'introduzione dei caratteri Jōyō kanji a sostituzione e integrazione dei Tōyō kanji
- 1985 – Dei caccia Grumman F-14 Tomcat della Marina degli USA intercettano un aereo egiziano che trasporta i dirottatori dell'Achille Lauro e lo costringono ad atterrare nella base NATO di Sigonella, in Sicilia, dove vengono arrestati dai Carabinieri
- 1986 – Un terremoto del grado 7,5 della scala Richter colpisce San Salvador, mietendo circa 1.500 vittime
- 1994 – Il dittatore haitiano Raoul Cédras si dimette
- 1997 – Il volo Austral Líneas Aéreas 2553 si schianta in Uruguay uccidendo 74 persone
- 2001 – Il presidente statunitense George W. Bush presenta una lista con i 22 terroristi più ricercati in seguito agli Attentati dell'11 settembre
- 2006 – Google acquista YouTube
- 2010 – In una data "porta-fortuna" (10/10/10) vengono dichiarate sciolte le Antille Olandesi; da quella data, le isole che la componevano diventano entità autonome all'interno del Regno dei Paesi Bassi
- 2015 - Ad Ankara due terroristi suicidi, simpatizzanti dell'Isis, si fanno esplodere nei pressi della stazione ferroviaria provocando 103 morti e 245 feriti fra i partecipanti a un corteo in favore della pace con i curdi

## Nati
Ci sono circa 1 300 voci su persone nate il 10 ottobre; vedi la pagina Nati il 10 ottobre per un elenco descrittivo o la categoria Nati il 10 ottobre per un indice alfabetico.

## Morti
Ci sono circa 520 voci su persone morte il 10 ottobre; vedi la pagina Morti il 10 ottobre per un elenco descrittivo o la categoria Morti il 10 ottobre per un indice alfabetico.

## Feste e ricorrenze

### Civili
Internazionali:
- Federazione mondiale per la salute mentale – Giornata mondiale della salute mentale

Nazionali:
- Italia – Giornata nazionale della persona down e Giornata nazionale della psicologia[1]
- Corea del Nord – Giorno della fondazione del Partito
- Figi – Festa nazionale

### Religiose
Cristianesimo:
- Sant'Alderico di Sens, vescovo
- Santi Cassio e Fiorenzo, martiri
- San Cerbone di Populonia, vescovo
- San Chiaro di Nantes, vescovo
- Santi Daniele e compagni, martiri a Ceuta
- San Daniele Comboni, vescovo
- Santi Eulampio ed Eulampia, martiri
- Santi Gereone di Colonia e compagni, martiri
- San Giovanni di Bridlington, sacerdote
- San Paolino di York, vescovo
- San Pinito di Cnosso, vescovo
- San Vittore di Xanten, martire
- Santa Tanca di Troyes, martire
- Santa Teodechilde di Jouarre, badessa
- Santi Vittore e Malloso, martiri
- Beato Demetrio d'Albania, terziario francescano
- Beato Edoardo Detkens, sacerdote e martire
- Beato Galeotto Roberto Malatesta, confessore
- Beato Leon Wetmański, vescovo e martire
- Beata Maria Angela Truszkowska, fondatrice delle Suore di San Felice da Cantalice
- Beata María Catalina Irigoyen Echegaray (Maria dello Sposalizio), vergine
- Beato Ponzio de Barellis, mercedario

Religione romana antica e moderna:
- Giunone Moneta
- Ludi Alamannici, sesto giorno